# 香港流行文化節
香港流行文化節(英語：Hong Kong Pop Culture Festival)，是香港一項推廣文化的項目，以不同面向介紹1980至1990年代香港流行文化黃金時期的歌影視作品。內容包括流行音樂會及表演、專題展覽、電影放映、戶外及外展活動，目的吸引內地及外國旅客來港感受「多元文化社會」（Culturally Diverse Society）。

## 歷史
香港特別行政區行政長官李家超於《2022年度香港行政長官施政報告》中表明是屆政府銳意推動文化發展，使香港成為中外文化藝術交流中心，其中推廣香港流行文化是豐富文藝創意內容，透過配合文化旅遊和創意產業的發展，保持香港作為文化都會的獨特地位。
首屆於2023年4月舉辦，主辦機構為康樂及文化事務署。

## 其他香港流行文化活動
- 香港書展
- 香港動漫電玩節
- 香港復古遊戲展覽
- 香港電影資料館
- 香港漫畫星光大道
- 香港城市大學秋祭
- 香港玩具·扭蛋SHOW
- 香港夜繽紛

## 官方網站
- 香港流行文化節 （页面存档备份，存于）
- 香港流行文化節2023-香港旅遊發展局 （页面存档备份，存于）